# Formula Renault 2.0 Eurocup 2006
Formula Renault 2.0 Eurocup 2006 kördes över 14 omgångar. Filipe Albuquerque vann titeln, före Chris van der Drift och Carlo van Dam.

## Kalender
| Bana                 | Segrare Race 1      | Segrare Race 2      |
| -------------------- | ------------------- | ------------------- |
| Zolder               | Laurent Groppi      | Laurent Groppi      |
| Istanbul Park        | Dani Clos           | Dani Clos           |
| Misano               | Dani Clos           | Chris van der Drift |
| Nürburgring          | Filipe Albuquerque  | Filipe Albuquerque  |
| Donington Park       | Chris van der Drift | Sébastien Buemi     |
| Le Mans              | Bertrand Baguette   | Carlo van Dam       |
| Circuit de Catalunya | Filipe Albuquerque  | Filipe Albuquerque  |

## Slutställning
| Plats | Förare              | Poäng |
| ----- | ------------------- | ----- |
| 1     | Filipe Albuquerque  | 99    |
| 2     | Chris van der Drift | 91    |
| 3     | Carlo van Dam       | 90    |
| 4     | Bertrand Baguette   | 88    |
| 5     | Kasper Andersen     | 78    |
| 6     | Laurent Groppi      | 75    |
| 7     | Dani Clos           | 70    |
| 8     | Tom Dillmann        | 61    |
| 9     | Atte Mustonen       | 54    |
| 10    | Edoardo Piscopo     | 34    |